# El Vergel (Chihuahua)
El Vergel, también conocida como Ejido el Vergel, es una localidad situada en el municipio de Balleza en el estado mexicano de Chihuahua. Tiene una población de 1823 habitantes de acuerdo al censo del año 2020.

## Geografía

### Ubicación
La localidad de El Vergel está en el municipio de Balleza en lo alto de la sierra Madre Occidental, sus coordenadas son 26°28'17" Norte y 106°22'60" Oeste, está a una altura media de 2738 metros sobre el nivel del mar, siendo el poblado más alto del estado.

### Clima
El Vergel tiene un clima semifrío subhúmedo con lluvias en verano. Tiene una temperatura media anual de 9.9 °C. La temperatura más alta registrada fue de 33 °C y la más baja fue de -24 °C. Tiene una precipitación anual de 667 milímetros. 
| Parámetros climáticos promedio de El Vergel, Balleza, Chihuahua | Parámetros climáticos promedio de El Vergel, Balleza, Chihuahua | Parámetros climáticos promedio de El Vergel, Balleza, Chihuahua | Parámetros climáticos promedio de El Vergel, Balleza, Chihuahua | Parámetros climáticos promedio de El Vergel, Balleza, Chihuahua | Parámetros climáticos promedio de El Vergel, Balleza, Chihuahua | Parámetros climáticos promedio de El Vergel, Balleza, Chihuahua | Parámetros climáticos promedio de El Vergel, Balleza, Chihuahua | Parámetros climáticos promedio de El Vergel, Balleza, Chihuahua | Parámetros climáticos promedio de El Vergel, Balleza, Chihuahua | Parámetros climáticos promedio de El Vergel, Balleza, Chihuahua | Parámetros climáticos promedio de El Vergel, Balleza, Chihuahua | Parámetros climáticos promedio de El Vergel, Balleza, Chihuahua | Parámetros climáticos promedio de El Vergel, Balleza, Chihuahua |
| Mes                                                             | Ene.                                                            | Feb.                                                            | Mar.                                                            | Abr.                                                            | May.                                                            | Jun.                                                            | Jul.                                                            | Ago.                                                            | Sep.                                                            | Oct.                                                            | Nov.                                                            | Dic.                                                            | Anual                                                           |
| --------------------------------------------------------------- | --------------------------------------------------------------- | --------------------------------------------------------------- | --------------------------------------------------------------- | --------------------------------------------------------------- | --------------------------------------------------------------- | --------------------------------------------------------------- | --------------------------------------------------------------- | --------------------------------------------------------------- | --------------------------------------------------------------- | --------------------------------------------------------------- | --------------------------------------------------------------- | --------------------------------------------------------------- | --------------------------------------------------------------- |
| Temp. máx. abs. (°C)                                            | 21.0                                                            | 29.0                                                            | 29.0                                                            | 25.0                                                            | 33.0                                                            | 30.0                                                            | 28.5                                                            | 31.2                                                            | 31.2                                                            | 25.0                                                            | 24.0                                                            | 24.0                                                            | 33.0                                                            |
| Temp. máx. media (°C)                                           | 12.5                                                            | 14.0                                                            | 15.6                                                            | 18.2                                                            | 22.0                                                            | 22.8                                                            | 20.4                                                            | 20.3                                                            | 19.3                                                            | 17.9                                                            | 15.7                                                            | 12.9                                                            | 17.6                                                            |
| Temp. media (°C)                                                | 4.9                                                             | 6.3                                                             | 7.0                                                             | 9.6                                                             | 12.6                                                            | 14.2                                                            | 14.0                                                            | 13.9                                                            | 12.5                                                            | 10.0                                                            | 8.0                                                             | 5.8                                                             | 9.9                                                             |
| Temp. mín. media (°C)                                           | -2.6                                                            | -1.6                                                            | -1.7                                                            | 0.8                                                             | 3.2                                                             | 5.7                                                             | 7.6                                                             | 7.5                                                             | 5.7                                                             | 1.9                                                             | 0.2                                                             | -1.6                                                            | 2.1                                                             |
| Temp. mín. abs. (°C)                                            | -17.0                                                           | -16.0                                                           | -15.0                                                           | -10.5                                                           | -4.0                                                            | -2.0                                                            | 2.0                                                             | 0.0                                                             | -1.5                                                            | -10.0                                                           | -12.0                                                           | -24.0                                                           | -24.0                                                           |
| Precipitación total (mm)                                        | 26.6                                                            | 15.4                                                            | 10.0                                                            | 6.6                                                             | 14.4                                                            | 72.5                                                            | 164.3                                                           | 162.7                                                           | 105.6                                                           | 36.7                                                            | 20.7                                                            | 31.5                                                            | 667.0                                                           |
| Días de precipitaciones (≥ 1 mm)                                | 3.9                                                             | 2.7                                                             | 1.9                                                             | 1.3                                                             | 2.6                                                             | 9.6                                                             | 17.6                                                            | 17.0                                                            | 11.3                                                            | 4.8                                                             | 2.3                                                             | 3.1                                                             | 78.1                                                            |
| Fuente: Servicio Meteorológico Nacional                         |                                                                 |                                                                 |                                                                 |                                                                 |                                                                 |                                                                 |                                                                 |                                                                 |                                                                 |                                                                 |                                                                 |                                                                 |                                                                 |

## Demografía
De acuerdo al censo del año 2020 El Vergel tiene 1823 habitantes de los cuales 943 son mujeres y 880 son hombres.
El índice de fecundidad es de 2.76 hijos por mujer. El grado promedio de escolaridad es de 7.93 años y el 4.17% de la población es analfabeta.

### Actividad económica
La principal actividad económica es la agricultura, otras actividades económicas son la corta y siembra de árboles, la cría y explotación de animales entre otras.